# Talochlamys contorta
Talochlamys contorta is een tweekleppigensoort uit de familie van de Pectinidae. De wetenschappelijke naam van de soort is voor het eerst geldig gepubliceerd in 1993 door Dijkstra.